# (8227) 1996 VD4
1996 في دي 4 (ويعرف أيضًا باسم (8227) 1996 في دي 4 وفق تسمية الكوكب الصغير) (بالإنجليزية: 1996 VD4)‏ هو كويكب ضمن حزام الكويكبات؛ وترتيبه 8227 من حيث الاكتشاف.
اكتُشف هذا الجُرم الفلكي بواسطة برنامج شميدت للكويكبات في بكين في 8 نوفمبر 1996.

## وصلات خارجية
- (8227) 1996 VD4 في قاعدة بيانات مختبر الدفع النفاث لأجرام النظام الشمسي الصغيرة

- الاكتشاف · مخطط المدار ·  العناصر المدارية · المعلمات المادية

- (8227) 1996 VD4 على موقع ويكي سكاي: DSS2, SDSS, GALEX, IRAS, Hydrogen α, X-Ray, Astrophoto, Sky Map, Articles and images